# Turpial de Fuertes
El turpial de Fuertes (Icterus fuertesi) és un ocell de la família dels ictèrids (Icteridae).

## Hàbitat i distribució
Habita zones de matols al nord-est de Mèxic.